# Anti-écologisme
L'anti-écologisme (ou anti-environnementalisme) est une tendance libérale qui, sans avoir une volonté de nuire à l'environnement, s'oppose aux politiques prônant une réglementation environnementale stricte. Elle repose notamment sur une volonté de convaincre le public que ces politiques ont un impact négatif sur la société ou du moins de diminuer leur préoccupation sur les questions environnementales[source insuffisante], et de persuader les politiciens de ne pas augmenter les réglementations environnementales. La préoccupation essentielle des tenants de cette mouvance est la crainte de la décroissance[réf. souhaitée].
Certains tenants de cette doctrine considèrent que les humains n'ont pas besoin d'interférer avec les processus naturels de la Terre (notamment parce qu'ils soutiennent que les écosystèmes ne sont pas aussi fragiles que prétendu par les écologistes, et qu'ils peuvent se restaurer naturellement) et que, par conséquent, aucune réglementation environnementale n'est nécessaire.

## Anti-écologisme auXXIesiècle
Selon une rhétorique analysée par l'université de Cambridge en 2020, quatre grandes familles de discours ayant pour effet de retarder les actions en matière de lutte contre le changement climatique sont à l’œuvre. Suivant le cas, le discours revient à dire, de façon schématique, que « c'est déjà trop tard », c'est la « faute des autres » ou que les mesures de luttes contre le changement climatique seraient plus dommageables pour la société que ne l'est le changement climatique lui-même. Une dernière famille, baptisée « optimiste technologique », met en avant les techniques sans évoquer les changements de mode de vie. Il s'agirait, en quelque sorte, de « ne pas changer le système, quitte à changer le climat ».
L'historien des sciences Jean-Baptiste Fressoz tempère l'optimisme que peut susciter le développement des énergies renouvelables : « Sans le dire, sans en débattre, dans les années 1980-1990, les pays industriels et ceux qui allaient le devenir ont choisi — si ce mot a un sens — la croissance et le réchauffement climatique et s'en sont remis à l'adaptation. Cette résignation n'a jamais été explicitée, et les populations n'ont jamais été consultées, surtout celles qui en seront et en sont déjà les victimes. »
Selon George Monbiot, ou bien les industries des « combustibles fossiles, de la viande et de la combustion interne » sont réglementées au point de les faire disparaître, ou bien l’humanité trépasse. Les industries disparaîtraient elles aussi avec l'humanité, mais à une échéance qui dépasserait leurs stratégies. Selon l’économiste Maxime Combes, les entreprises pétrolières sont devenues « systémiques », ou encore too big to fail (« trop grandes pour faire faillite »).

### Nations unies
Selon Surfrider, l'échec des négociations sur la pollution plastique montre que la « quête acharnée du consensus », critiquée en autres par la Suisse, atteint ses limites : il conviendrait de changer les processus de décisions.
Michel Forst, rapporteur spécial des Nations unies, constate que partout dans le monde, la « réponse [des États] aux manifestations pacifiques en faveur de l'environnement consiste de plus en plus à réprimer plutôt qu'à permettre et à protéger ceux qui cherchent à s'exprimer en faveur de l'environnement ». L'écologue Franck Courchamp déplore la criminalisation des « gens qui militent pour une planète plus saine ». On observe un recours à la législation sur la criminalité organisée. On accuse les écologistes des effets,, là où ils dénoncent les causes.

### Canada
Stephen Harper, premier ministre canadien de 2006 à 2015 critique l'ancienne politique environnementale du Canada pour les restrictions élevées qu'elle imposait à l'industrie, alors qu'il cherchait à industrialiser le pays. En mai 2011, Harper et le Parti conservateur du Canada remportent les élections fédérales canadiennes avec un gouvernement majoritaire, ce qui leur permet d'apporter des changements significatifs à la politique environnementale du Canada. Un projet de loi est adopté en mai 2012, intitulé « Loi sur l'emploi, la croissance et la prospérité à long terme (en) ». Le gouvernement Harper s'est concentré sur la croissance économique, comme l'industrie pétrolière en Alberta. Le nord de l'Alberta possède du pétrole dans ses sables bitumineux et son extraction est considérée par les écologistes comme une destruction de l'environnement et une source d'émissions de gaz à effet de serre. Le gouvernement Harper s'est concentré sur l'expansion de l'économie au détriment des intérêts écologiques.
En 2013 les groupes environnementaux sont jugés « extrémistes » par le gouvernement Harper, qui les a inscrits sur la liste de la stratégie antiterroriste en tant que menace pour la sécurité nationale. Dans les années qui suivent, l'administration Harper fait en sorte qu'il soit difficile pour les groupes environnementaux basés à l'étranger d'entraver la croissance économique du Canada, et les organismes de bienfaisance environnementaux font l'objet d'audits fréquents de la part du gouvernement fédéral, entrainant une baisse de leur productivité et le risque de perdre leur statut d'organisme de bienfaisance.
Le gouvernement de Harper, bien qu'il se soit engagé à réduire les émissions à long terme, a désapprouvé la limitation des émissions de pétrole et de gaz à mesure que le prix du pétrole augmentait, en cohérence avec la décision de Harper de retirer le Canada du Protocole de Kyoto en 2011 La principale raison invoquée par Harper était que le Canada ne parvenait pas à atteindre les objectifs du protocole.

### États-Unis
Avec l'arrivée de l'administration de Donald Trump au pouvoir de 2017 en 2021, celui-ci a ouvertement fait part de son intention de modifier ou de se retirer complètement de nombreux accords sur le changement climatique et l'environnement auxquels les États-Unis participent, comme l'Accord de Paris. Trump a déclaré que « l'accord de Paris sapera l'économie (des États-Unis) “ et ” placera (les États-Unis) dans une situation désavantageuse permanente ». L'administration de Trump a également demandé à l'Agence de protection de l'environnement de supprimer la page sur le changement climatique de son site internet.

### Union européenne
Pour Marie Toussaint, les élections américaines marquent un backlash environnemental en Europe. Suivant la voie trumpiste, la droite et l’extrême droite européennes, qui oscillent entre climatorelativisme et climatodénialisme, manœuvrent pour obtenir « la suppression des législations environnementales et sociales ».

#### France

##### Historique
L'expression péjorative « écologie punitive », apparue en France vers 2007, permet aux femmes et hommes politiques de déplacer le débat sur le terrain social, qui défendent les citoyens « qui n’ont pas les moyens d’être vertueux », au risque de rendre impossible une transition pourtant nécessaire. Pour les partis écologistes, la progressions des idées anti-écologistes provient des discours culpabilisants rejetant sur eux la hausse du chômage ou la crise agricole.
La journaliste Élisabeth Schneiter, dans une tribune de Reporterre, souligne l'importance des pensées de Luc Ferry sur l'anti-écologisme en France, en induisant suspicions sur les réflexions sur la nature s'opposant à sa vision. Celui-ci dénonce une « écologie de la peur » et défend la croissance face aux marchés chinois ou indiens. Élisabeth Schneiter condamne également l'initiative de « l’anti écologiste notoire » Claude Allègre, de créer en 2010 la "fondation pour l'écologie productive" avec Alstom (alors impliquée dans les centrales thermiques, Limagrain (agroalimentaire spécialisée dans les OGM), PSA Peugeot et Schlumberger (entreprise pétrolière). Le professeur en science politique, Patrick Troude-Chastenet, parle lui d'écolophobie et en critique la position idéologique et le chercheur Daniel Boy considère qu'il s'agit « d'un vieux réflexe » français.
En 2025, les agences de l’eau, les parcs nationaux, l’OFB, l'Agence française pour le développement et la promotion de l'agriculture biologique ou encore l’Agence de l'environnement et de la maîtrise de l'énergie (ADEME) font l'objet de critiques de plus en plus virulentes, en particulier de la droite française jusqu'au niveau ministériel, déclaré centriste,. Dans le cadre des discussions sur le budget 2025, plusieurs « ténors » des Républicains (Laurent Wauquiez, Gérard Larcher et Valérie Pécresse notamment) critiquent ouvertement l'existence de l'ADEME, considérant que ces « organismes coûtent cher » et  qu'« ils sont à l'origine des normes qui épuisent notre pays et ils aboutissent à déposséder le politique de la décision »,.

##### Portages de la mouvance dans les cercles politiques
L'extrême-droite française, en particulier le Rassemblement national est souvent décrite comme incompatible avec l'écologie,, voire anti-écologique,. Cependant, la préoccupation écologique est telle qu'aucun parti ne peut ignorer ses enjeux : même les partis d'extrême droite, longtemps rétifs aux idées de l'écologisme, sont obligés d'intégrer par opportunisme un discours sur la protection de l'environnement. Stéphane François, professeur de sciences politiques à l’université de Mons en Belgique, relève en 2024, au sein du Rassemblement national, une « absence de réflexion structurelle sur l’écologie » ; quand elle est abordée, ce n'est que sous le prisme de l'identité. Selon le sociologue et politicologue, Erwan Lecœur, spécialiste de l’extrême droite, ces discours politiques se veulent un rapprochement vers la ruralité et « contre les écolos des villes », en particulier sur les questions agricoles. Le discours anti-écologiste déborde hors de l'extrême droite, et la droite Républicaine, en particulier Laurent Wauquiez est gratifiée des mêmes qualificatifs de la part de journalistes, à la fois dans les discours et les actes (notamment au travers de la baisse des subventions aux associations environnementales et une augmentation et un soutien aux gros projets d'urbanisation),. 
L'enjeu pour les partis en Europe n'est plus de défendre une politique environnementale, mais de déterminer quelles parties de la population bénéficieront le plus ou seront pénalisées à court terme par cette politique.
En 2020, divers acteurs du monde associatif et chercheurs regroupés au sein d'un observatoire des libertés associatives publient un rapport listant les entraves (disqualification, entraves matérielles, judiciaires ou administratives, policières ou physiques) à leurs activités, en particulier dans le domaine environnemental. Les parlementaires LREM précisent ne pas partager la situation « d’une oppression ou d’un manque de liberté associative », contrairement aux parlementaires de gauche. Le philosophe Philippe Descola dénonce de son côté une « répression de l’appareil de l’État » contre les mouvements écologistes militants et altermondialistes. Les gouvernements du premier quinquennat d'Emmanuel Macron sont fortement critiqués par les associations de conservation de la nature pour le manque d'actions en faveur de l'environnement, en fort décalage avec leurs annonces et discours. Lors de sa démission en 2018, le ministre de l'environnement Nicolas Hulot, dénonce la présence importante des lobby.

##### Sobriété

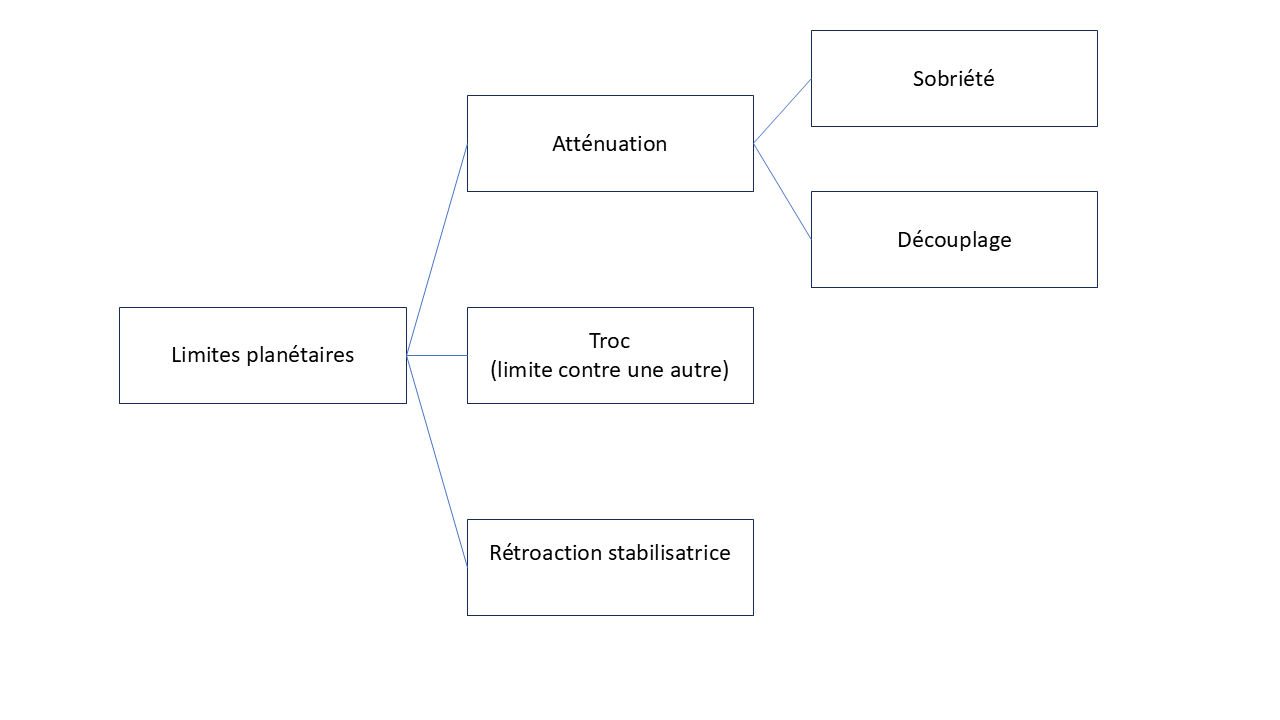
Moyen pour freiner le franchissement des limites planétaires. La sobriété économique et le découplage concourent à l'atténuation. L' associe, de façon schématique, la sobriété à la décroissance et le découplage à la croissance verte.

Le professeur de sciences politiques Bruno Villalba s'intéresse au concept de sobriété, indispensable selon lui pour atténuer les irréversibilités du  système Terre dues au franchissement des limites planétaires. En 2022, à la faveur de la guerre d'Ukraine et des difficultés d'approvisionnement en gaz russe, sans oublier les nombreuses centrales nucléaires françaises alors à l'arrêt, le Président déclare qu' « On doit entrer collectivement dans une logique de sobriété » alors que la période est marquée du seau de la « fin de l'abondance [et] de l'insouciance ». Il utilise le terme de « sobriété », mais ne définit pas l'aspect qu'elle revêt. C'est la première phase. Ensuite, dans une deuxième phase, la Ministre de l'écologie précise que la « sobriété ne [rime] pas avec décroissance », ce qui restreint fortement toute portée subversive de la sobriété. La troisième étape s'attache à développer l'efficacité énergétique plus que la sobriété, en autres pour réindustrialiser le pays — Philippe Bihouix constate également que le gouvernement associe la sobriété à l'efficacité. La quatrième étape consiste à remplacer le pétrole par l'énergie nucléaire. La cinquième et dernière étape est celle de la temporalité courte, il ne s'agit de rien de moins que de passer l'hiver. Ainsi, Bruno Villalba pense montrer que la stratégie Présidentielle encadre la notion de sobriété pour en ôter tout aspect subversif.

##### Au sujet de l'agriculture
Au début des années 2020, la journaliste Morgan Large, tout comme la secrétaire nationale d’Europe Écologie Les Verts, Marine Tondelier, subissent des intimidations de la part d'acteurs du secteur agricole soutenant une agriculture intensive. La Haute autorité pour la transparence de la vie publique souligne la forte présence des lobby du secteur agricole, avec une prédominance de la FNSEA (prônant une augmentation de la production, un refus de l'interdiction de certains pesticides, etc), qui serait presque dans une situation de « cogestion avec le ministère de l'agriculture ». Selon le journal le Monde, l'agro-industrie, en Bretagne en particulier, fait peser des « pressions, intimidations, entraves, harcèlement, sabotages, etc. » sur les agriculteurs qui souhaitent travailler hors de ce cadre.
À la suite des heurts avec le monde agricole début 2024, le gouvernement Attal place l'Office français de la biodiversité sous tutelle, selon le journal Médiapart, en réponse aux demandes de la Fédération nationale des syndicats d'exploitants agricoles. Une quarantaine actions à l'encontre de l'Office français de la biodiversité au premier semestre 2024. et 8 supplémentaires en octobre, dont le sabotage d'un véhicule et une attaque au tracteur bélier sur un local occupé,. Le gouvernement lance une « mission flash pour une amélioration des relations entre l’OFB et le monde agricole ». En parallèle, des locaux de plusieurs associations affiliées à France Nature Environnement sont vandalisées, ce qui est considéré par cette structure comme de l'« écolo-bashing ».
Selon sociologue et politicologue, Erwan Lecoeur, « le monde agricole est plutôt à droite, et dans une droite traditionnelle », en particulier sur les questions agricoles. La montée de la coordination rurale dans les années 2022, anti-écolo, est associée à un rapprochement des partis d'extrême droite anti-Union européenne, anti-normes,. Et selon le politologue Eddy Fougier, le Rassemblement national développe un « un anti-écologisme primaire » pour attirer des agriculteurs contrarié par les mesures limitant le stockage de l'eau et les mouvements d'oppositions liés.

##### Au sujet de la chasse
Le président de la Fédération nationale des chasseurs considère que les élus souhaitant interdire la chasse le dimanche veulent régenter les vies des chasseurs et enlever leurs « libertés individuelles ». Les associations de protection de la nature notent au début du XXIe siècle une augmentation de la violence envers leurs militants et les riverains anti-chasse de la part de chasseurs, avec un sentiment « que le sujet n’est pas très pris au sérieux par la justice ». L'ancien ministre de l'environnement Nicolas Hulot dénonce la forte présence du lobbyiste pro-chasse Thierry Coste auprès d'Emmanuel Macron, qui était également proche de Nicolas Sarkozy et de François Hollande.
Pour le journal Charlie Hebdo considère l'équipe du président de la région des Hauts-de-France « passionnément anti-écologiste », et en forte promiscuité avec le monde de la chasse, suspectant un refus de subvention à une association ornithologique régionale.

##### Au sujet de la pêche
À la suite d'une décision du Conseil d'État de fermer des zones de pêche pour limiter la prise accessoire de dauphins, des militants de l'association Sea Shepherd sont agressés par des pêcheurs. En lien avec ce sujet, ainsi que le projet de plan d'action de la Commission européenne de limiter le chalutage dans les aires marines protégées, les locaux du site brestois de l'Office français de la biodiversité (dédié aux sujets marins) sont criblés de projectiles et incendiés,. L'affaire est classée sans suites. Le secrétaire d’État à la mer, Hervé Berville, est accusé par ses opposants d'avoir fait peur inutilement aux professionnels du secteurs qui ont mené ces actions, en prétendant les défendre et en se présentant « en vainqueur » contre un texte qui n'avait de toute façon rien de contraignant.

##### Zone à faibles émissions
Les ZFE-m, rebaptisées par des opposants  « zones à forte exclusion sociale » en raison de la perte de mobilité individuelle motorisée qu'elles engendrent, nourrissent l'anti-écologisme dans le pays,.
Au motif que les ZFE entravent la « liberté de circulation » des plus pauvres, une « convergence des luttes contre l’écologie punitive » commence à émerger, réunissant automobilistes et motards. Le ministre de la Fonction publique et de la Simplification suggère que les zones à faibles émissions s'appliquent uniquement à Paris et à Lyon. Dans les autres métropoles, les ZFE, vues comme une forme d'« apartheid social », seraient supprimées.
En raison de la suppression des ZFE, l'ancien ministre des transports Clément Beaune évoque une « triste semaine de démagogie anti-écolo, qui sacrifie l’avenir au présent ». L'actuel ministre des transports, Philippe Tabarot, se dit « ravi », l'actuelle ministre de l'écologie parle de situation « regrettable ».

##### Au sujet du changement climatique
L'organisation Parlons climat a, dans une analyse de plusieurs sondages sur le climatoscepticisme réalisée en 2024, identifié notamment un profil de « climatosceptique dur, (...) le plus souvent masculin, motivé par une opposition politique et une antipathie à l’égard des écologistes ». Pour ces personnes, la position est surtout « une opposition politique et une envie d’être en contradiction avec le discours dominant », et donc l'anti-écologisme constitue leur motivation principale.